# Roque Marciano
Roque Marciano é o segundo álbum da banda Detonautas Roque Clube. O álbum foi lançado em 23 abril de 2004 sob o selo da Warner Music Brasil. O álbum vendeu mais de 100 mil cópias no Brasil, garantindo a banda o certificado de disco de ouro pela ABPD. Também foi lançado um DVD ao vivo com conteúdo relacionado ao álbum, o mesmo vendeu mais de 25 mil cópias no Brasil, ganhando o certificado de disco de ouro.

## Lista de faixas

### CD
| Roque Marciano – Edição padrão |                                  |                                              |         |  |
| N.º                            | Título                           | Compositor(es)                               | Duração |  |
| 1.                             | "O Amanhã"                       | Rodrigo Netto, Tico Santa Cruz, Renato Rocha | 3:27    |  |
| 2.                             | "Nada Vai Mudar"                 | Rodrigo Netto, Tico Santa Cruz               | 3:48    |  |
| 3.                             | "O Dia Que Não Terminou"         | Tico Santa Cruz                              | 4:58    |  |
| 4.                             | "Mercador Das Almas"             | Rodrigo Netto, Tico Santa Cruz               | 3:05    |  |
| 5.                             | "Só Por Hoje"                    | Tico Santa Cruz                              | 4:00    |  |
| 6.                             | "Com Você"                       | Rodrigo Netto, Tchello                       | 3:43    |  |
| 7.                             | "Silêncio"                       | Tico Santa Cruz                              | 3:55    |  |
| 8.                             | "Meu Bem"                        | Rodrigo Netto, Tico Santa Cruz, Renato Rocha | 3:36    |  |
| 9.                             | "Tênis Roque"                    | Tico Santa Cruz                              | 3:15    |  |
| 10.                            | "Tô Aprendendo A Viver Sem Você" | Rodrigo Netto                                | 3:54    |  |
| 11.                            | "Send U Back"                    | Tico Santa Cruz                              | 4:46    |  |
| Duração total:                 | Duração total:                   | Duração total:                               | 42:31   |  |

| Roque Marciano – Material bônus para download digital |                                         |                                              |         |  |
| N.º                                                   | Título                                  | Compositor(es)                               | Duração |  |
| 12.                                                   | "O Som dos Corais"                      |                                              | 3:45    |  |
| 13.                                                   | "Quando o Sol Se For" (versão acústica) | Tico Santa Cruz                              |         |  |
| 14.                                                   | "Diz Quanto é Então"                    | Rodrigo Netto, Tico Santa Cruz, Renato Rocha | 3:43    |  |
| Duração total:                                        | Duração total:                          | Duração total:                               | 42:31   |  |

### Edição Ouro Limitada
Após vender 100 mil cópias do álbum e ganhar o certificado de disco de ouro, a banda relançou o álbum com o subtítulo de "Edição Ouro Limitada". O álbum ganhou quatro faixas bônus, sendo uma delas "O Som dos Corais", anteriormente disponibilizada como material bônus da edição padrão do disco. A "Edição Ouro Limitada" vem com dois discos, sendo o segundo o primeiro álbum da banda, "Detonautas Roque Clube". O primeiro álbum ganhou quatro faixas bônus, sendo três dela ao vivo e uma acústica.
| Roque Marciano – Edição Ouro Limitada (Disco 1: Roque Marciano) |                                    |                                              |         |  |
| N.º                                                             | Título                             | Compositor(es)                               | Duração |  |
| 1.                                                              | "O Amanhã"                         | Rodrigo Netto, Tico Santa Cruz, Renato Rocha | 3:27    |  |
| 2.                                                              | "Nada Vai Mudar"                   | Rodrigo Netto, Tico Santa Cruz               | 3:48    |  |
| 3.                                                              | "O Dia Que Não Terminou"           | Tico Santa Cruz                              | 4:58    |  |
| 4.                                                              | "Mercador Das Almas"               | Rodrigo Netto, Tico Santa Cruz               | 3:05    |  |
| 5.                                                              | "Só Por Hoje"                      | Tico Santa Cruz                              | 4:00    |  |
| 6.                                                              | "Com Você"                         | Rodrigo Netto, Tchello                       | 3:43    |  |
| 7.                                                              | "Silêncio"                         | Tico Santa Cruz                              | 3:55    |  |
| 8.                                                              | "Meu bem"                          | Rodrigo Netto, Tico Santa Cruz, Renato Rocha | 3:36    |  |
| 9.                                                              | "Tênis Roque"                      | Tico Santa Cruz                              | 3:15    |  |
| 10.                                                             | "Tô Aprendendo A Viver Sem Você"   | Rodrigo Netto                                | 3:54    |  |
| 11.                                                             | "Send U Back"                      | Tico Santa Cruz                              | 4:46    |  |
| 12.                                                             | "O Som Dos Corais"                 | Rodrigo Netto, Tico Santa Cruz, Renato Rocha |         |  |
| 13.                                                             | "O Dia Que Não Terminou" (ao vivo) | Tico Santa Cruz                              |         |  |
| 14.                                                             | "Tênis Roque" (ao vivo)            | Tico Santa Cruz                              |         |  |
| 15.                                                             | "Só Por Hoje" (ao vivo)            | Tico Santa Cruz                              |         |  |

| Roque Marciano – Edição Ouro Limitada (Disco 2: Detonautas Roque Clube) |                                         |                                |         |  |
| N.º                                                                     | Título                                  | Compositor(es)                 | Duração |  |
| 1.                                                                      | "No Way Out"                            | Rodrigo Netto, Tico Santa Cruz | 4:10    |  |
| 2.                                                                      | "Outro Lugar"                           | Rodrigo Netto, Tico Santa Cruz | 3:48    |  |
| 3.                                                                      | "Quando o Sol Se For"                   | Tico Santa Cruz                | 2:29    |  |
| 4.                                                                      | "Ei Peraê!!!"                           | Rodrigo Netto, Tico Santa Cruz | 4:35    |  |
| 5.                                                                      | "Olhos Certos"                          | Tico Santa Cruz                | 4:22    |  |
| 6.                                                                      | "Nem Me Lembro Mais"                    | Rodrigo Netto, Tico Santa Cruz | 4:49    |  |
| 7.                                                                      | "O Bem e o Mal"                         | Tico Santa Cruz                | 5:24    |  |
| 8.                                                                      | "Ladrão de Gravata"                     | Thiago Mocotó, Tico Santa Cruz | 5:51    |  |
| 9.                                                                      | "Mais Além"                             | Tico Santa Cruz                | 5:24    |  |
| 10.                                                                     | "Que Diferença Faz"                     | Thiago Mocotó, Tico Santa Cruz | 4:34    |  |
| 11.                                                                     | "Outro Lugar" (versão acústica)         | Rodrigo Netto, Tico Santa Cruz | 3:25    |  |
| 12.                                                                     | "Quando O Sol Se For" (versão acústica) | Tico Santa Cruz                |         |  |
| 13.                                                                     | "Outro Lugar" (ao vivo)                 | Rodrigo Netto, Tico Santa Cruz |         |  |
| 14.                                                                     | "Quando O Sol Se For" (ao vivo)         | Tico Santa Cruz                |         |  |
| 15.                                                                     | "Olhos Certos" (ao vivo)                | Tico Santa Cruz                |         |  |

### DVD
| Roque Marciano: Ao Vivo – DVD |                          |                                              |         |  |
| N.º                           | Título                   | Compositor(es)                               | Duração |  |
| 1.                            | "Mercador Das Almas"     | Rodrigo Netto, Tico Santa Cruz               | 3:22    |  |
| 2.                            | "Ei Peraê!!!"            | Rodrigo Netto, Tico Santa Cruz               | 4:27    |  |
| 3.                            | "Tênis Roque"            | Tico Santa Cruz                              | 3:24    |  |
| 4.                            | "O Amanhã"               | Rodrigo Netto, Tico Santa Cruz, Renato Rocha | 3:49    |  |
| 5.                            | "Diz Quanto é Então"     | Rodrigo Netto, Tico Santa Cruz, Renato Rocha | 3:43    |  |
| 6.                            | "Só Por Hoje"            | Tico Santa Cruz                              | 4:34    |  |
| 7.                            | "O Bem e o Mal"          | Tico Santa Cruz                              | 5:17    |  |
| 8.                            | "O Dia Que Não Terminou" | Tico Santa Cruz                              | 5:14    |  |
| 9.                            | "Silêncio"               | Tico Santa Cruz                              | 4:17    |  |
| 10.                           | "Olhos Certos"           | Tico Santa Cruz                              | 5:06    |  |
| 11.                           | "Ladrão de Gravata"      | Thiago Mocotó, Tico Santa Cruz               | 7:50    |  |
| 12.                           | "D Maior"                | Rodrigo Netto, Tico Santa Cruz, Renato Rocha | 6:02    |  |
| 13.                           | "Eu Quero Ver o Oco"     | Rodolfo, Digão, Canisso                      | 3:45    |  |
| 14.                           | "Quando O Sol Se For"    | Tico Santa Cruz                              | 4:23    |  |
| 15.                           | "Send U Back"            | Tico Santa Cruz                              | 7:17    |  |
| 16.                           | "Outro Lugar"            | Rodrigo Netto, Tico Santa Cruz               | 8:41    |  |
| Duração total:                | Duração total:           | Duração total:                               | 1:21:07 |  |

| Roque Marciano: Ao Vivo – Extras do DVD |                                                    |         |  |
| N.º                                     | Título                                             | Duração |  |
| 1.                                      | "Making of do show"                                |         |  |
| 2.                                      | "Ninja vs. Moacir" (Episódio 1: O Confronto)       |         |  |
| 3.                                      | "Ninja vs. Moacir" (Episódio 2: A Grande Escapada) |         |  |
| 4.                                      | "Ninja vs. Moacir" (Episódio 3)                    |         |  |
| 5.                                      | "Fotos"                                            |         |  |
| 6.                                      | "Créditos"                                         |         |  |

| Roque Marciano: Ao Vivo – Extras do DVD: Videografia |                            |                                                         |         |  |
| N.º                                                  | Título                     | Diretor(es)                                             | Duração |  |
| 1.                                                   | "Tênis Roque"              | César Marsola                                           |         |  |
| 2.                                                   | "Outro Lugar"              | Conrado de Campo Almada e Leandro Henrique Bezerra Lara |         |  |
| 3.                                                   | "Outro Lugar" (Na Estrada) | Marco Terranova                                         |         |  |
| 4.                                                   | "Ei Peraê!!!"              | Marco Terranova                                         |         |  |
| 5.                                                   | "Quando o Sol Se For"      | Felipe Segall                                           |         |  |
| 6.                                                   | "O Dia Que Não Terminou"   | Bruno Biar Murtinho Braga                               |         |  |
| 7.                                                   | "Olhos Certos"             | Daniel de Oliveira Garcia                               |         |  |

## Integrantes
- Tico Santa Cruz - Voz
- Tchello - Baixo
- Renato Rocha - Guitarra e Vocal de Apoio
- Rodrigo Netto - Guitarra e Vocal de Apoio
- Fábio Brasil - Bateria
- Cléston - DJ e Percussão

## Produção
- Tom Capone - Produtor Musical
- Fernando Magalhães - Diretor Artístico

## Certificados e vendas
| País (Provedor) | Disco Especifico | Certificação | Vendas   |
| --------------- | ---------------- | ------------ | -------- |
| Brasil (ABPD)   | CD               | Ouro         | 100.000+ |
| Brasil (ABPD)   | DVD              | Ouro         | 25.000+  |